# Керехлу (Урмія)
Керехлу (перс. قرخلو‎) — село в Ірані, входить до складу дехестану Південний Назлуй у Центральному бахші шахрестану Урмія провінції Західний Азербайджан.